# 高山 (新潟市)
高山（たかやま）は、新潟県新潟市西区の町字。郵便番号は950-2122。

## 概要
1889年（明治22年）から現在の大字。角田山の北東、西川の左岸堤防沿いの低平地に位置する。もとは江戸時代から1889年（明治22年）まであった高山村の区域の一部。

### 隣接する町字
北から東回り順に、以下の町字と隣接する。
- 新通
- 笠木
- 曽和
- 内野戸中才

※新川を挟んで槇尾と隣接。

## 歴史
上杉景勝の米沢移封の際に、家臣であった伊藤五右衛門が帰農し、1602年（慶長6年）に村を開発したと伝えられる。

### 年表
- 1889年（明治22年）4月1日 : 合併により新通村の大字となる。
- 1901年（明治34年）11月1日 : 合併により坂井輪村の大字となる。
- 1954年（昭和29年）11月1日 : 合併により新潟市の大字となる。
- 2007年（平成19年）4月1日 : 新潟市の政令指定都市移行により、西区の大字となる。

## 世帯数と人口
2018年（平成30年）1月31日現在の世帯数と人口は以下の通りである。
| 大字 | 世帯数  | 人口  |
| ---- | ------- | ----- |
| 高山 | 112世帯 | 283人 |

## 小・中学校の学区
市立小・中学校に通う場合、学区は以下の通りとなる。
| 番地 | 小学校             | 中学校             |
| ---- | ------------------ | ------------------ |
| 全域 | 新潟市立笠木小学校 | 新潟市立内野中学校 |

- 高山は、申請により新潟市立内野小学校へ就学できる地域。

## 交通

### 道路
- 新潟県道2号新潟寺泊線